# Balazsella mexicana
Balazsella mexicana är en kvalsterart som beskrevs av Balogh och Palacios-Vargas 1996. Balazsella mexicana ingår i släktet Balazsella och familjen Hemileiidae. Inga underarter finns listade.